# Idol Time PriPara
Idol Time PriPara (アイドルタイムプリパラ?, Aidoru Taimu Puri Para) è un media franchise giapponese prodotto da Takara Tomy, sequel di PriPara. Consiste in un videogioco arcade lanciato nel 2017 e in una serie televisiva anime prodotta da Tatsunoko Production e andata in onda su TV Tokyo dal 4 aprile 2017 al 27 marzo 2018; le esibizioni sono realizzate utilizzando l'animazione al computer.
Un sequel con protagoniste diverse, intitolato Kiratto Pri☆Chan, è stato trasmesso su TV Tokyo dall'8 aprile 2018 al 30 maggio 2021.
Dall'anime è stata tratta nel 2021 una webserie dal titolo Idol Land PriPara e un gioco per smartphone omonimo che continua le vicende della serie originale con le stesse protagoniste più nuovi personaggi.

## Trama
Yui Yumekawa è una ragazza che vive nella città di Paparajuku e che sogna di essere una idol, nonostante pensi sia quasi impossibile per lei diventarlo. La situazione cambia quando in città viene aperto il nuovo parco a tema PriPara, promosso dall'idol Laala.

## Personaggi

### MY☆DREAM
Yui Yumekawa (夢川 ゆい?, Yumekawa Yui)
Doppiata da: Arisa Date (ed. giapponese)
Nino Nijiiro (虹色 にの?, Nijiiro Nino)
Doppiata da: Yō Taichi (ed. giapponese)
Michiru Kouda (幸多 みちる?, Kōda Michiru)
Doppiata da: Yuina Yamada (ed. giapponese)

### Altre Idol
Shuuka Hanazono (華園 しゅうか?, Hanazono Shuuka)
Doppiata da: Madoka Asahina (ed. giapponese)
Falala-A-Larm (ファララ・ア・ラーム?, Farara A Rāmu)
Doppiata da: Azusa Satō (ed. giapponese)
Garara-S-Leep (ガァララ・ス・リープ?, Gaarara Su Rīpu)
Doppiata da: Tomoyo Kurosawa (ed. giapponese)
Mia Hanazono (華園 みあ?, Hanazono Mia)
Doppiata da: Rumi Ōkubo (ed. giapponese)

### WITH
Shougo Yumekawa (夢川 ショウゴ?, Yumekawa Shougo)
Doppiato da: Seiichirō Yamashita (ed. giapponese)
Asahi Mitaka (三鷹 アサヒ?, Mitaka Asahi)
Doppiato da: Tatsuyuki Kobayashi (ed. giapponese)
Koyoi Takase (高瀬 コヨイ?, Takase Koyoi)
Doppiato da: Reiou Tsuchida (ed. giapponese)

### Mascot Manager
Punicorn (プニコン?, Punikon)
Doppiata da: Saki Yamakita (ed. giapponese)
Chuppe (チュッペ?, Chuppe)
Doppiata da: Yū Serizawa (ed. giapponese)
Pitsuji (ピツジ?, Pitsuji)
Doppiata da: Azuki Shibuya (ed. giapponese)
Pakku (パック?, Pakku)
Doppiata da: Yuki Wakai (ed. giapponese)
Powan (ポワン?, Powan)
Doppiata da: Miyu Kubota (ed. giapponese)

### Personaggi secondari
Bavaria Ookandagawa (大神田川 ババリア?, Ookandagawa Babaria)
Doppiata da: Urara Takano (ed. giapponese)
Mimiko Jigoku (地獄 ミミ子?, Jigoku Mimiko)
Doppiata da: Reina Ueda (ed. giapponese)

## Anime

### Episodi
| Nº | Titolo italiano (traduzione letterale) Giapponese 「Kanji」 - Rōmaji                                                                                 | In onda           | In onda |
| Nº | Titolo italiano (traduzione letterale) Giapponese 「Kanji」 - Rōmaji                                                                                 | Giapponese        |         |
| 1  | Ho iniziato ad essere una idol yumekawa!? 「ゆめかわアイドル始めちゃいました！？」 - Yumekawa aidoru hajime chaimashita!?                            | 4 aprile 2017     |         |
| 2  | Scava qui, idol 「ここ掘れ、アイドル」 - Koko hore, aidoru                                                                                           | 11 aprile 2017    |         |
| 3  | Yumekawa! Making Drama! 「ゆめかわ！メイキングドラマ！」 - Yumekawa! Meikingu Dorama!                                                                | 18 aprile 2017    |         |
| 4  | Piacere! Mirei è qui! 「まいどぷり！みれぃやで！」 - Maido puri! Mirei yade!                                                                         | 25 aprile 2017    |         |
| 5  | La formazione del manager Punicorn-kuma! 「プニコンのマネージャー修行クマ！」 - Punikon no manējā shugyō kuma!                                       | 2 maggio 2017     |         |
| 6  | Sogno-sogno!? DanPri infiltrato! 「ユメユメ！？男プリ潜入！」 - Yumeyume!? Danpuri sennyū!                                                           | 9 maggio 2017     |         |
| 7  | Sophy sta finalmente arrivando! 「そふぃがやってクール！」 - Sofi ga yatte kūru!                                                                     | 16 maggio 2017    |         |
| 8  | Punta al riso! 「ライスをねらえ！」 - Raisu wo nerae!                                                                                                | 23 maggio 2017    |         |
| 9  | Lo studio di moda ha appena iniziato 「おしゃれスタジオ始めたっての」 - Oshare sutajio hajime tatte no                                               | 30 maggio 2017    |         |
| 10 | Ho iniziato ad essere una idol aiutante! 「助っ人アイドル始めたっす！」 - Suketto aidoru hajimetassu!                                                | 6 giugno 2017     |         |
| 11 | Gettalo! Idol Time GrandPrix 「投げろ！アイドルタイムグランプリ」 - Nagero! Aidoru Taimu Guranpuri                                                   | 13 giugno 2017    |         |
| 12 | Colpisci! Idol Time GrandPrix 「打て！アイドルタイムグランプリ」 - Ute! Aidoru Taimu Guranpuri                                                       | 20 giugno 2017    |         |
| 13 | Let's go! Parajuku 「レッツゴー！パラ宿」 - Rettsu gō! Parajuku                                                                                      | 27 giugno 2017    |         |
| 14 | Le Gaarmageddon sono arrivate! 「ガァルマゲドンがきた！」 - Gaarumagedon ga kita!                                                                    | 4 luglio 2017     |         |
| 15 | Michiru piena 「ミーチルみちる」 - Mīchiru michiru                                                                                                   | 11 luglio 2017    |         |
| 16 | Addio a quell'inferno 「あの地獄にさよならを」 - Ano jigoku ni sayonara wo                                                                           | 18 luglio 2017    |         |
| 17 | La battaglia delle idol sulle cose in prestito! 「アイドル借り物バトルっす！」 - Aidoru karimono batorussu!                                          | 25 luglio 2017    |         |
| 18 | GrandPrix! Escort verso la vittoria 「グランプリ！勝利へのエスコート」 - Guranpuri! Shōri e no esukōto                                               | 1º agosto 2017    |         |
| 19 | Partite idol! Let's go! 「旅立てアイドル！レッツ・イゴー！」 - Tabidate Aidoru! Rettsu Igō!                                                          | 8 agosto 2017     |         |
| 20 | Happy My Birthday 「ハッピー米バースデイ」 - Happī Mai Bāsudei                                                                                       | 15 agosto 2017    |         |
| 21 | Batticuore! I noodles sconosciuti para 「ドキドキ！みちなる麺パラ」 - Dokidoki! Michinaru menpara                                                    | 22 agosto 2017    |         |
| 22 | Pool de Prance Grand Race! 「プール ｄｅ プランス 大レース！」 - Pūru do Puransu Dai rēsu!                                                           | 29 agosto 2017    |         |
| 23 | Ho iniziato ad essere una idol infernale!? 「地獄アイドル始めちゃいました！？」 - Jigoku aidoru hajime chaimashita!?                                 | 5 settembre 2017  |         |
| 24 | Gioco! Senpai Shion! 「勝負っす！シオン先輩！」 - Shōbussu! Shion-senpai!                                                                            | 12 settembre 2017 |         |
| 25 | Sogno-sogno! Time Slip 「ユメユメ！タイムスリップ」 - Yumeyume! Taimu Surippu                                                                        | 19 settembre 2017 |         |
| 26 | Forza Michiru!! 「がんばれみちる！！」 - Ganbare Michiru!!                                                                                           | 26 settembre 2017 |         |
| 27 | Sono Shuuka Hanazono 「華園しゅうかでございます」 - Hanazono Shuuka de gozaimasu                                                                     | 3 ottobre 2017    |         |
| 28 | La numero uno è finalmente arrivata! 「いっちばーんがやってきた！」 - Icchibān ga yattekita!                                                         | 10 ottobre 2017   |         |
| 29 | La grande battaglia decisiva del GrandPrix! 「グランプリ大決戦！」 - Guranpuri daikessen!                                                            | 17 ottobre 2017   |         |
| 30 | Gaarara e Pakku stanno mangiando i sogni! 「ガァララとパックが夢パックン！」 - Gaarara to Pakku ga yume pakkun!                                      | 24 ottobre 2017   |         |
| 31 | Rinascita! Falala-A-Larm 「復活！ファララ・ア・ラーム」 - Fukkatsu! Farara A Rāmu                                                                    | 31 ottobre 2017   |         |
| 32 | WITH e Pri×Pri Festival! 「ＷＩＴＨとプリ×プリフェスティバル！」 - WITH to Puri×Puri Fesutibaru!                                                     | 7 novembre 2017   |         |
| 33 | Il segreto della torre di Gaarara 「ガァララ塔のひみつっす」 - Gaarara Tō no himitsussu                                                              | 14 novembre 2017  |         |
| 34 | La foresta di Gaarara 「ガァララの森」 - Gaarara no mori                                                                                             | 21 novembre 2017  |         |
| 35 | Michiru con l'ignoto 「未知とのミーチル」 - Michi tono Mīchiru                                                                                       | 28 novembre 2017  |         |
| 36 | Grande pericolo al campo d'allenamento d'occhi sognanti! 「ユメ目合宿大ピンチ！」 - Yume me gasshuku dai pinchi!                                     | 5 dicembre 2017   |         |
| 37 | Pop Step GrandPrix! 「ホップ・ステップ・グランプリ！」 - Poppu Suteppu Guranpuri!                                                                    | 12 dicembre 2017  |         |
| 38 | Yumerry Meganemas★ 「ユメリー・メガネマス★」 - Yumerī Meganemasu★                                                                                    | 19 dicembre 2017  |         |
| 39 | La fine dell'anno! Sono le grandi pulizie di Bava! 「年末！ババ大そうじでっすわ！」 - Nenmatsu! Baba ōsōji dessu wa!                                 | 26 dicembre 2017  |         |
| 40 | Parajuku Pultra Quiz! 「パラ宿プルトラクイズ！」 - Parajuku Purutora Kuizu!                                                                          | 9 gennaio 2018    |         |
| 41 | Shuuka e Gaarara 「しゅうかとガァララ」 - Shuuka to Gaarara                                                                                          | 16 gennaio 2018   |         |
| 42 | Caro mio amico! 「ディア・マイ・トモダチ！」 - Dia Mai Tomodachi!                                                                                    | 23 gennaio 2018   |         |
| 43 | Brucia Nino 「燃えよにの」 - Moe yo Nino | 30 gennaio 2018   |         |
| 44 | Chiamatemi signorina Michiru 「みちるさまとお呼びなさい」 - Michiru-sama to oyobinasai                                                               | 6 febbraio 2018   |         |
| 45 | Battaglia decisiva! Yui vs Shuuka 「決戦！ゆいｖｓしゅうか」 - Kessen! Yui vs Shuuka                                                                 | 13 febbraio 2018  |         |
| 46 | Oltre il tempo My Dream! 「時をこえてマイドリーム！」 - Toki wo koete Mai Dorīmu!                                                                    | 20 febbraio 2018  |         |
| 47 | Il panico con Pakku! Furore! 「パックでパニック！大暴れ！」 - Pakku de panikku! Ōabare!                                                              | 27 febbraio 2018  |         |
| 48 | Raggiungi Laala, comeback live! 「らぁらに届け、カムバックライブ！」 - Rāra ni todoke, kamubakku raibu!                                              | 6 marzo 2018      |         |
| 49 | Sarò nata! L'idol divina!? 「誕生しちゃうぜ！神アイドル！？」 - Tanjō shichau ze! Kami Aidoru!?                                                      | 13 marzo 2018     |         |
| 50 | Vola con le ali del sogno My Dream! 「夢のツバサで飛べマイドリーム！」 - Yume no tsubasa de tobe Mai Dorīmu!                                         | 20 marzo 2018     |         |
| 51 | Riunitevi tutti~! È tempo di iniziare ad essere idol! 「み～んなあつまれ！アイドル始める時間だよ！」 - Mi~nna atsumare! Aidoru hajimeru jikan da yo! | 27 marzo 2018     |         |

### Colonna sonora
Sigla di apertura
- Just be yourself, di Wa–suta (ep. 1-26)
- Saijōkyū Paradox (最上級ぱらどっくす?), di Wa–suta (ep. 27-39)
- Memorial, di i☆Ris (ep. 40-49, 51)

Sigla di chiusura
- Idol:Time!! (アイドル:タイム！！?), di Yui Yumekawa (Arisa Date) & Laala Manaka (Himika Akenaya) (ep. 1-13), SoLaMiDressing (ep. 14-26)
- Heartful♡Dream (ハートフル♡ドリーム?), di MY☆DREAM (ep. 27-39)
- WELCOME TO DREAM, di Wa–suta (ep. 40-49)
- Rainbow Melody♪ (レインボウ・メロディー♪?), di PriPara Dream☆All Stars (ep. 50)
- Believe My DREAM!, di MY☆DREAM (ep. 51)